# Trstěnice (Znojmói járás)
Trstěnice település Csehországban, a Znojmói járásban. Trstěnice Skalice, Džbánice, Čermákovice, Horní Kounice, Horní Dunajovice, Morašice, Medlice és Višňové településekkel határos. Lakosainak száma 520 fő (2024. január 1.).

## Népesség
A település lakosságának változását az alábbi diagram mutatja:
| Lakosok száma | 645  | 704  | 872  | 753  | 628  | 567  | 556  | 554  | 528  | 520  |
|               | 1869 | 1890 | 1921 | 1950 | 1980 | 2001 | 2017 | 2019 | 2022 | 2024 |